# Malaysisk hulepindsvin
Det korthalede hulepindsvin (Hystrix brachyura, også kaldet malaysisk hulepindsvin) er en slægt af hulepindsvin, som er hjemmehørende i Sydøstasien.

## Udseende
Det korthalede hulepindsvin har en længde på mellem 63 og 73 centimeter, når pindsvinet er fuldvoksent. Det har en bastant kropsbygning og en vægt på op til 2.400 gram (2,4 kg). Oversiden af pindsvinet er dækket af lange rigide pigge. De største heraf er sorte med hvide eller gule striber.

## Levevis

### Føde
Det korthalede hulepindsvin er planteæder og lever af en kost bestående af rødder, bark, frø, bær og nedfaldne frugter. Hen mod vinteren kan de finde på at afvige fra deres plantebaserede kost og spise insekter.

### Forplantning
Hunnerne hedder søer, hannerne orner, og ungerne hvalpe. Søerne er drægtige i knap seksten uger og kan sætte kuld to gange i året. Ét kuld består typisk af to til tre hvalpe.